# Pilot (Glee)
"Pilot" é o primeiro episódio da série de televisão Glee, que estreou na rede de televisão americana Fox em 19 maio de 2009. A série centra-se no coral de uma escola secundária, também conhecido como um clube glee, na escola ficcional William McKinley High School, em Lima, Ohio. O episódio piloto abrange a formação do clube e apresenta os personagens principais. O episódio foi dirigido pelo criador da série, Ryan Murphy, e escrito por ele além de colaborações de Brad Falchuk e Ian Brennan. Murphy selecionou as músicas apresentada no episódio, com a intenção de manter um equilíbrio entre showtunes e hits.

## Sinopse
Will Schuester é professor de espanhol na McKinley High School, e decide assumir o Glee Club da escola depois que o antigo responsável é demitido. Para isso, ele precisa pagar, já que o diretor considera que o clube não oferece qualquer benefício para a escola; por ter sido membro quando estudava e desejar que ele volte aos seus tempos de glória, Will aceita. O New directions é primeiramente composto por Rachel Berry, Mercedes Jones, Kurt Hummel, Tina Cohen-Chang e Artie Abrams. Quando Will descobre que Finn Hudson Quarterback do time de futebol americano da escola, tem um talento secreto para cantar, o convence a entrar no clube. Ken Tanaka, treinador do time e amigo de Will, está interessado em Emma Pillsbury, a orientadora da escola, mas percebe que ela está interessada no amigo, que é casado. Terri Schuester, esposa de Will, usa a descoberta de uma gravidez para pedir a Will que procure um emprego em que ganhe melhor. Ele considera a ideia, mas depois de conversar com Emma e ver uma apresentação dos membros do clube, escolhe permanecer na escola.

## Músicas
| Nome da música                                                      | Versão original                | Interpretada por                                                 | Single | Ref.  |
| ------------------------------------------------------------------- | ------------------------------ | ---------------------------------------------------------------- | ------ | ----- |
| "Where is Love?"                                                    | Oliver!                        | Hank Saunders (Ben Bledsoe) e Sandy Ryerson (Stephen Tobolowsky) | Não    | [ 3 ] |
| "Respect"                                                           | Otis Redding / Aretha Franklin | Mercedes Jones (Amber Riley)                                     | Não    | [ 4 ] |
| "Mr. Cellophane"                                                    | Chicago                        | Kurt Hummel (Chris Colfer)                                       | Não    | [ 4 ] |
| "I Kissed a Girl"                                                   | Katy Perry                     | Tina Cohen-Chang (Jenna Ushkowitz)                               | Não    | [ 4 ] |
| "On My Own"                                                         | Les Misérables                 | Rachel Berry (Lea Michele)                                       | Sim    | [ 4 ] |
| "Sit Down, You're Rockin' the Boat"                                 | Guys and Dolls                 | New Directions                                                   | Não    | [ 4 ] |
| "Can't Fight This Feeling"                                          | REO Speedwagon                 | Finn Hudson (Cory Monteith)                                      | Sim    | [ 4 ] |
| "Lovin', Touchin', Squeezin"                                        | Journey                        | Darren (Aaron Hendry) e Jovem Finn Hudson (Jerry Phillips)       | Não    | [ 5 ] |
| "You're the One That I Want"                                        | Grease                         | New Directions                                                   | Não    | [ 6 ] |
| "Rehab"                                                             | Amy Winehouse                  | Vocal Adrenaline                                                 | Sim    | [ 4 ] |
| "Leaving on a Jet Plane"                                            | John Denver                    | Will Schuester (Matthew Morrison)                                | Não    | [ 7 ] |
| "That's the Way (I Like It)/(Shake, Shake, Shake) Shake Your Booty" | KC and the Sunshine Band       | Glee Club da McKinley High - 1993                                | Não    |       |
| "Don't Stop Believin'"                                              | Journey                        | New Directions                                                   | Sim    | [ 4 ] |

## Recepção

### Audiência
O episódio atingiu 9,619 milhões de telespectadores na primeira transmissão nos EUA.

### Crítica
Alessandra Stanley do The New York Times destaca que no episódio faltou originalidade e os personagens são estereotipados, mas louvando o carisma e o talento do elenco.[carece de fontes?] David Hinckley do Daily News disse que o show foi imperfeito e implausível, mas "potencialmente emocionante"[carece de fontes?], enquanto Robert Bianco do USA Today observou os problemas de tom do elenco, mas comentou positivamente sobre o humor e apresentações musicais da série.[carece de fontes?] Mary McNamara do Los Angeles Times escreveu que o show tinha um amplo apelo para a chamada do público.[carece de fontes?]